# William Swanson
Ne doit pas être confondu avec William Swainson.
William Swanson est un producteur de cinéma américain. 

## Biographie
William Swanson dirigea Rex Motion Picture Manufacturing Company avant sa fusion pour former Universal Film Manufacturing Company en 1912. 
Antisémite, son association avec Carl Laemmle dans Universal fut conflictuelle,.